# 戈利亚诺沃区
戈利亚诺沃区（俄語：район Гольяново）是莫斯科东行政区的一区，面积14.99平方公里，人口164,715人。晓尔科沃站、火车头站和切尔基佐沃站位于本区内。